# Jechiel Górny
Jechiel Górny pseud. Jur (ur. w 1908, zm. 10 maja 1943 w Warszawie) – polsko-żydowski działacz polityczny, współpracownik organizacji Oneg Szabat oraz uczestnik powstania w getcie warszawskim.

## Życiorys

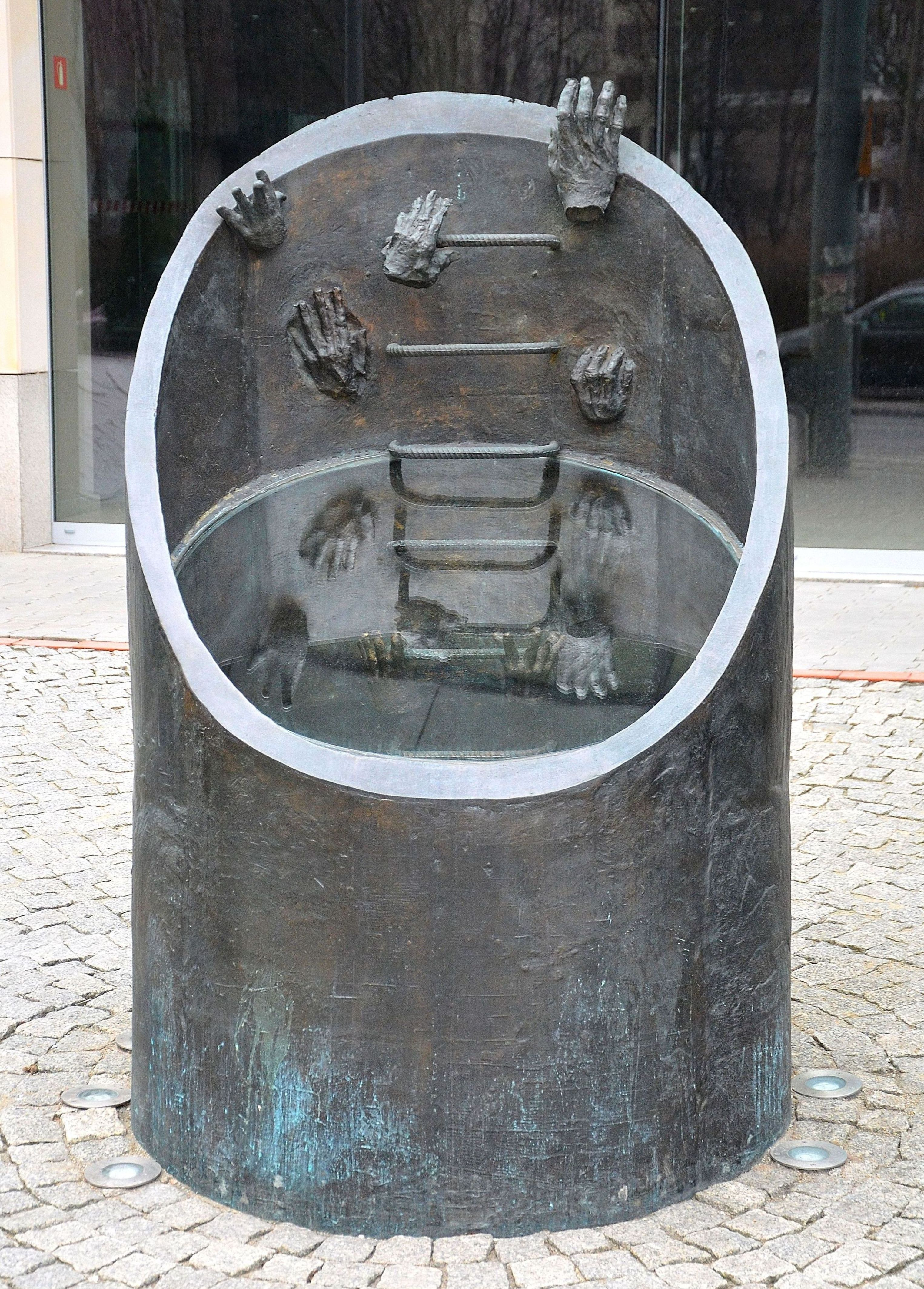
Fragment Pomnika Ewakuacji Bojowników Getta Warszawskiego, na którym został upamiętniony między innymi Jechiel Górny

W 1939 przeprowadził się z Kalisza do Warszawy. W getcie pracował jako robotnik w szopie Landaua. Podobnie jak Emanuel Ringelblum należał do partii Poalej Syjon-Lewica i prawdopodobnie za sprawą tej działalności został zaangażowany do Oneg Szabat, w ramach której zajmował się sprawami dokumentacyjno-ewidencyjnymi, przeprowadzał wywiady, pisał własne teksty i katalogował zbiory. Był autorem wielu kopii dokumentów złożonych w archiwum getta warszawskiego (zachowało się ponad 70 dokumentów spisanych/przekopiowanych przez niego). W trakcie pobytu w getcie prowadził również dziennik. Był również autorem jednego z pierwszych opisów akcji ze stycznia 1943 roku.
W trakcie powstania w getcie warszawskim z kwietnia i maja 1943 roku walczył w oddziale Poalej Syjon-Lewicy (oddział Żydowskiej Organizacji Bojowej) dowodzonym przez Hersza Berlińskiego. Zginął w trakcie próby wyjścia z getta przy ul. Prostej w dniu 10 maja 1943. 